# Талорк I
Талорк I (*Talorc I, д/н — 456) — король піктів у 452—456 роках.

## Життєпис
Походив з династії Ерпидів. Син Аніла. Про життя та діяльність Талорка замало відомостей. У 452 році після смерті короля піктів Друста I став новим правителем королівства, оскільки був стриєчним братом останнього.
Помер у 856 році. Можливо, був повалений Нехтоном I, братом Друста I.